# Episodi di White Collar (prima stagione)
La prima stagione della serie televisiva White Collar è stata trasmessa in prima visione assoluta negli Stati Uniti d'America dal canale via cavo USA Network dal 23 ottobre 2009 al 9 marzo 2010.
In Italia la stagione è stata trasmessa in prima visione dal canale satellitare Fox Crime dall'8 aprile all'8 luglio 2010; la prima parte dell'episodio pilota era stata già pubblicata in anteprima online una settimana prima del debutto italiano sul canale YouTube di Fox Channels Italy. In chiaro, la stagione è stata successivamente trasmessa da Italia 1 dal 28 luglio all'8 settembre 2011.
La messa in onda in lingua italiana della sola prima stagione è avvenuta col titolo White Collar - Fascino criminale.
| nº | Titolo originale | Titolo italiano           | Prima TV USA     | Prima TV Italia |
| -- | ---------------- | ------------------------- | ---------------- | --------------- |
| 1  | Pilot            | I falsari                 | 23 ottobre 2009  | 8 aprile 2010   |
| 2  | Threads          | Trame sottili             | 30 ottobre 2009  | 15 aprile 2010  |
| 3  | Book of Hours    | Sacro e profano           | 6 novembre 2009  | 22 aprile 2010  |
| 4  | Flip of the Coin | Il lancio della moneta    | 13 novembre 2009 | 29 aprile 2010  |
| 5  | The Portrait     | Il ritratto               | 20 novembre 2009 | 6 maggio 2010   |
| 6  | All In           | L'ultima partita          | 27 novembre 2009 | 13 maggio 2010  |
| 7  | Free Fall        | Diamante rosa             | 4 dicembre 2009  | 20 maggio 2010  |
| 8  | Hard Sell        | Asso pigliatutto          | 19 gennaio 2010  | 27 maggio 2010  |
| 9  | Bad Judgment     | Un giudice corrotto       | 26 gennaio 2010  | 3 giugno 2010   |
| 10 | Vital Signs      | Segni di vita             | 2 febbraio 2010  | 10 giugno 2010  |
| 11 | Home Invasion    | Una escort intraprendente | 9 febbraio 2010  | 17 giugno 2010  |
| 12 | Bottlenecked     | La bottiglia di Franklin  | 23 febbraio 2010 | 24 giugno 2010  |
| 13 | Front Man        | Il passato ritorna        | 2 marzo 2010     | 1º luglio 2010  |
| 14 | Out of the Box   | Rapina al consolato       | 9 marzo 2010     | 8 luglio 2010   |

## I falsari
- Titolo originale: Pilot
- Diretto da: Bronwen Hughes
- Scritto da: Jeff Eastin

### Trama

Immagine dalla sigla di White Collar utilizzata nei primi sette episodi della prima stagione

Neal Caffrey, abile truffatore e falsario si trova in carcere per scontare una pena di quattro anni. La sua fidanzata Kate Moreau lo va a trovare in carcere per l'ultima volta e lo lascia, restituendogli una bottiglia di Bordeaux vuota, vecchio simbolo del loro amore ormai finito. Neal intuisce che qualcosa non va e decide di evadere anche se mancano solo tre mesi alla fine della sua pena. L'agente dell'FBI Peter Burke, l'unico che dopo tre anni era riuscito ad arrestarlo, lo rintraccia dopo solo tre ore proprio nell'appartamento che lui divideva con Kate. Ormai la ragazza è scomparsa e Neal si arrende senza opporre resistenza.
Ma prima di seguire l'agente, gli propone un affare: lo aiuterà nelle indagini del suo nuovo incarico in cambio di un colloquio con lui in prigione. Burke, essendo in alto mare con le indagini, decide di accettare e Caffrey gli dà il suo prezioso aiuto per catturare un falsario di fama internazionale soprannominato "l'olandese". Grazie a questa sua collaborazione, Burke si rende conto che Caffrey è l'unico in grado di dare una svolta a quel tipo di indagine e, d'accordo col bureau, decide di fargli scontare i quattro anni ulteriori, al quale è stato condannato per l'evasione, in regime di semilibertà, applicandogli però una cavigliera elettronica dotata di GPS che non gli permette di allontanarsi per più di due miglia dal suo controllo.
Così, Neal diventa un consulente interno della White Collar Crime Unit, unità che indaga su crimini non violenti.
Burke gli procura una stanza in un albergo di bassa categoria, ma Caffrey, abituato al lusso, chiede se può cercare di meglio. Burke gli risponde che può vivere dove vuole, basta che non superi i limiti e il ragazzo ha la fortuna di conoscere June, una ricca vedova che gli affitta una dépendance in una sontuosa palazzina nel centro di Manhattan.
Caffrey, oltre ad aiutare come consulente l'FBI, comincia anche le sue indagini personali per capire cos'è successo a Kate e perché la ragazza sia scomparsa senza lasciargli nient'altro che una bottiglia vuota.
Per la sua indagine, si avvale anche dell'aiuto di Mozzie, piccolo truffatore e suo grande amico, che riesce a recuperare per lui una foto di Kate, catturata da una videocamera di sorveglianza ad un bancomat di San Diego, in cui si vede una mano con un particolare anello che trattiene la spalla della ragazza.
- Guest star: Mark Sheppard (Curtis Hagen), Denise Vasi (Cindy).
- Ascolti USA: telespettatori 5 400 000[7]
- Ascolti Italia: telespettatori 1 920 000 - share 11.62%[8]

## Trame sottili
- Titolo originale: Threads
- Diretto da: Dennie Gordon
- Scritto da: Clifton Campbell

### Trama
A New York è la settimana della moda e la città è invasa da modelle e indossatrici, con grande gioia di Neal. Burke, non è entusiasta come lui dato che la presenza di tutte quelle donne rallenta il traffico e lo innervosisce. Una modella però, si reca all'FBI perché è stata testimone di un omicidio e anche se non ha visto in volto l'assassino, asserisce di poterlo riconoscere dalla voce molto particolare. Si tratta del famoso criminale Ghovat sul quale l'FBI sta cercando di mettere le mani da un po'. Ghovat è un personaggio che ama il lusso e, per farlo incontrare alla giovane modella e quindi riconoscerlo, Caffrey ha un'idea: organizzare un evento mondano per costringerlo a parteciparvi, prendendolo per il suo punto debole. Ma per attirarlo, l'evento deve essere di portata molto alta e quindi, tramite conoscenze, riesce a farsi dare la terrazza del Guggenheim e ad invitare una sessantina di modelle. Ghovat abbocca, ma si rende conto di essere stato pedinato e riesce a fuggire indisturbato, dato che nessuno conosce il suo volto. Contatta però Neal all'FBI, tramite un cellulare e gli dice che vuole ciò per cui è arrivato a New York e cioè un vestito nel cui risvolto è stato nascosto un chip contenente informazioni molto riservate. Infatti, lo stilista che ha confezionato l'abito ne ha fatte due copie e Ghovat ha rubato quella sbagliata. Prima che lo scambio avvenga però, il malvivente rapisce la ragazza testimone, per essere sicuro di non essere fregato. Se la vogliono rivedere viva, devono dargli ciò per il quale ha ucciso. Burke organizza subito lo scambio in Central Park e distribuisce i suoi vari agenti in giro, in incognito. Ghovat scambia la ragazza col vestito, ma per fuggire dice a Burke che la cintura della donna è piena di esplosivo. Se mentre lui fugge dovesse essere fermato, la farebbe esplodere con il cellulare. Neal ha un'intuizione e chiama Ghovat, chiedendo a tutti gli agenti di fare altrettanto per intasargli la linea telefonica, in modo da non poter utilizzare il dispositivo. Alla ragazza viene tolta la cintura e viene messa in salvo. Intanto l'agente Lauren atterra Ghovat che viene così arrestato.
Rientrato a casa Neal riguarda con Mozzie l'ultimo incontro in carcere con Kate e cerca qualche indizio, come ad esempio utilizzare dei codici per scrivergli lettere d'amore (cose che facevano quando stavano insieme). Nel video, quando Kate si alza, Caffrey vede che la ragazza sta utilizzando il dito su una gamba per lasciargli un messaggio in alfabeto morse. Dai ticchettii, Neal riconosce la parola bottiglia.
- Ascolti USA: telespettatori 5 080 000[9]
- Ascolti Italia: telespettatori 1 252 000 – share 8,36%[10]

## Sacro e profano
- Titolo originale: Book of Hours
- Diretto da: John T. Kretchmer
- Scritto da: Tom Garrigus

### Trama
Mentre gli agenti Cruz e Jones tengono sotto controllo un gruppo di malviventi, con loro sorpresa uno di loro si avvicina al furgone appostato e bussa, chiedendo il loro aiuto. Leo Barelli, capo dell'organizzazione malavitosa, ingaggia l'FBI perché qualcuno ha rubato una preziosa e antica Bibbia dalla chiesa alla quale l'aveva donata. Subito, viene coinvolto Caffrey nelle indagini dato il motivo del furto. Ma Neal asserisce con sicurezza che quel particolare oggetto sacro non ha molto valore in denaro, non essendo abbastanza antico e che comunque chiunque l'abbia rubato sarà impossibilitato a venderla. Grazie all'aiuto di Mozzie però, viene a conoscenza del vero motivo per il quale la Bibbia è stata rubata. Infatti, si tratta di una Bibbia appartenuta a Camillo de Lellis ed è chiamata Bibbia Guaritrice, dato che il Santo l'ha fatta toccare a dei fedeli a Napoli durante un'epidemia di peste del 1588, evitando a quei fedeli di prendersi la malattia. Caffrey riferisce che la Bibbia ha poteri miracolosi e che chi viveva nella parrocchia nella quale era custodita non si ammalò di spagnola agli inizi del XX secolo. Durante le indagini scoprono che la notte del furto nella chiesa stava dormendo Steve, un senzatetto che viene rintracciato a Central Park e portato all'FBI. L'uomo confessa di aver rubato lui la Bibbia per conto di un uomo che non conosce, e che l'ha fatto per guarire la sua cagnetta, unica compagna di vita. Intanto il nipote di Barelli viene ucciso e mentre Steve è nell'ufficio di Burke, riconosce nella foto del ragazzo assassinato l'uomo che gli ha chiesto di fare il furto. Burke chiede a Neil se può indagare alla sua maniera, essendo stato escluso dal caso dato che ora si parla di omicidio e non più di furto. Con l'aiuto di Mozzie entra nell'appartamento del nipote di Barelli e scopre che il ragazzo aveva un appuntamento con un'insegnante di storia di Brooklyn, Maria Fiammetta. Neal, utilizzando il suo fascino, invita a cena la donna che lo riconosce subito, dato che la sua fama di ladro e falsario lo precede. Lei infatti ha a che fare con quel tipo di cose visto che la sua consulenza come storica viene chiesta anche dai criminali. Si scopre così che la Bibbia l'ha fatta rubare lei e Neal si spaccia per uno che vuole fare il doppio gioco con l'FBI, chiedendole di vendergliela. La donna accetta e i due fuggono insieme. Per poter far rientrare Burke nel caso, Neal taglia via la cavigliera, in modo da dargli la scusa per inseguirlo. Gli agenti arrivano al momento giusto, dato che Fiammetta sta per uccidere Neal che si fa scudo con il libro e viene salvato. Con indosso una giacca dell'FBI, Mozzie porta la Bibbia a Steve che vede subito nella sua cagnetta dei miglioramenti. Barelli, commosso dal motivo del furto, porta l'animale da un veterinario e non sporge denuncia verso il senzatetto.
A caso chiuso Neal ricomincia a pensare all'indizio che Kate gli ha lasciato e chiede a Mozzie di fare tutto il possibile nel suo laboratorio per trovare altri indizi sull'etichetta. Una sera, mentre Neal sta bevendo un bicchiere di vino accanto ad una candela, appoggia la bottiglia vicino alla fiamma e il calore del fuoco comincia a far scurire l'etichetta, rivelando una mappa della nuova linea della metropolitana di New York.
- Guest star: Callie Thorne (Maria Fiammetta), John Ventimiglia (Barelli)
- Ascolti USA: telespettatori 3 850 000[11]
- Ascolti Italia: telespettatori 1 252 000 – share 8,36%[10]

## Il lancio della moneta
- Titolo originale: Flip of the Coin
- Diretto da: Timothy Busfield
- Scritto da: Jeff Eastin

### Trama
Elizabeth si presenta nell'ufficio di Burke infuriata. Riferisce al marito che John Mitchell, marito della sua migliore amica Dana, è ricercato dall'FBI per furto di reperti iracheni. Infatti, Mitchell è un soldato che, dopo aver saputo dell'accusa, si è reso irreperibile. Burke controlla il mandato d'arresto e dice alla moglie che non può fare nulla, dato che le accuse si riferiscono al ritrovamento delle impronte e del DNA del soldato. Ma Elizabeth insiste e con l'aiuto di Neal, convince il marito che Mitchell è stato incastrato, essendo sempre stata una persona onesta. Burke decide di indagare e chiede a Elizabeth se può convincere Dana a far costituire John. L'uomo accetta e si reca all'FBI dove viene preso in custodia. Riferisce di essere innocente e di aver avuto una richiesta da un certo Patrick Aimes per esportare illegalmente tesori verso gli Stati Uniti, cosa che lui ha rifiutato di fare. Burke e Caffrey cominciano ad indagare e scoprono che su ogni manufatto ci sono le impronte di Mitchell, ma solo della mano sinistra e cominciano a credere che sia davvero stato incastrato, anche se non sanno come. Alla fine della giornata, Neal e Peter si recano in un locale e ordinano una birra. Mentre Burke beve, Caffrey capisce come hanno fatto a recuperare le impronte della mano sinistra del soldato. Burke si reca a casa sua, dove è ospitata Dana e chiede alla donna se sa di qualche incontro del marito con qualcuno. La donna riferisce che John era andato a bere qualcosa con una giornalista, Alisha Teagen che lo ha invitato con la scusa di voler fare un pezzo su di lui e sulla sua esperienza in Iraq. Dana riferisce anche che tornato a casa John si arrabbiò perché all'incontro aveva perso il suo cappello da baseball preferito. Burke collega il cappello smarrito al ritrovamento delle tracce di DNA.

Successivamente Burke va a parlare con la giornalista che afferma di aver avuto un colloquio con il soldato, ma non riesce a farle confessare nulla. Neal, mentre la donna è distratta, le ruba una ricevuta di un banco dei pegni dalla scrivania e ingaggia Mozzie di ritirare la merce. Si tratta di un antico dinaro islamico della dinastia Abbaside, probabilmente una delle tante del tesoro trafugato. Neal, con la scusa di voler esser intervistato da lei perché ha delle importanti informazioni su un insabbiamento in Iraq, si reca da Alisha e le dice che ha lui la moneta e che se non aiuta nelle indagini verrà incolpata di tutto. Si scopre così che Alisha era incaricata di procurarsi le prove per incastrare Mitchell al posto di Patrick Aimes. Neal, spacciandosi per un collezionista che vuole acquistare i pezzi rubati, si reca da Aimes e constata che è in possesso dei pezzi originali e non di riproduzioni. Ames viene così arrestato e il soldato Mitchell viene scagionato e restituito alla moglie.
Risolto il caso, Neal comincia a studiare la mappa della metropolitana trovata sull'etichetta. Scopre che la x della parola "Bordeaux" indica un punto preciso, come è uso fare sulle mappe dei tesori.
- Ascolti USA: telespettatori 4 280 000[12]
- Ascolti Italia: telespettatori 1 249 000 – share 6,84%[13]

## Il ritratto
- Titolo originale: The Portrait
- Diretto da: Allan Arkush
- Scritto da: Jeff Eastin

### Trama
Burke e Caffrey vengono chiamati per indagare sul furto di un quadro in una residenza privata a Manhattan. Si tratta di un quadro di Haustenberg, autore ungherese, intitolato Giovinetta con medaglione e il suo valore supera i due milioni di dollari. La proprietaria della tela è una ragazza di 22 anni, Julianna Laszlo, che ha ereditato il quadro e la casa dalla nonna. In casa si trova anche lo zio Gary che, da come si comporta, viene subito sospettato dai due di essere l'autore del furto. Neal lo avvicina fuori dal suo ufficio, facendogli credere di essere uno dei collaboratori di chi lo ha incaricato di rubare la tela. Gary, credendogli, gli stacca un assegno di 10.000 dollari scrivendovi sopra il nome del mandante.
 Il vero ladro si scopre essere Gerard Dorsett, un avido usuraio che sta cercando di piazzarlo senza successo. Per poterlo acciuffare, Burke chiede aiuto a Taryn Vandersant responsabile acquisti di una galleria d'arte. A Neal viene affidato il ruolo del compratore della tela. Dorsett abbocca e si reca all'appuntamento per far autenticare il quadro davanti a Neal. Mentre Vandersant procede nell'operazione, Dorsett si fa scappare di aver invitato la sua ragazza dalla Francia, tale Brigitte. Poi però, insospettito dai troppi operai che girano per la galleria, mangia la foglia e fugge col quadro. 

Intanto all'FBI si fa vivo il curatore del Channing Museum che, saputo del furto dell'Haustenberg, pretende di volerlo restituito perché appartiene al suo museo e asserisce che il quadro è stato rubato a loro nel 1967. Neal chiede al curatore perché la cosa non risulta dai registri internazionali delle opere d'arte rubate e il curatore risponde che il registro è stato curato solo dal 1990 in poi. Asserisce inoltre che la famiglia che lo ha acquistato dovrà essere inquisita per acquisto incauto. Neal chiede quindi a Julianna come sua nonna sia venuta in possesso del quadro e la ragazza gli mostra un'altra cosa che la donna le ha lasciato in eredità: il medaglione del quadro. Neal scopre così che il quadro raffigura proprio la nonna di Julianna (che si chiamava anch'essa così) e che il quadro le era stato donato proprio da Haustenberg di cui lei era una figlia illegittima.

Burke fa rintracciare ogni donna di nome Brigitte arrivata dalla Francia nelle ultime settimane. Individuatala in un locale in compagnia di un'amica, Neal le abborda e si fa invitare con Peter a bere qualcosa nella loro stanza. Con una scusa Neal si allontana ed entra nella camera da letto, dove trova il quadro nascosto. Lo toglie dalla cornice e se ne appropria, senza dirlo a Burke. Trova alla base della tela sul retro una dedica dello stesso autore che recita "alla mia adorata Julianna, conservalo per sempre".
Tornato a casa Neal decide che il quadro deve restare dove l'autore voleva e cioè a Julianna. Si procura il materiale adatto e ne fa un falso da restituire al Channing Museum. Anche lui fa una dedica sul retro della tela, ma questa volta la scritta recita "mio caro Walter, so cos'hai visto qui l'altra volta. Firmato NC".
Il curatore non dice di aver capito che è un falso, perché le volontà dell'artista erano quelle di vedere restituito il quadro alla sua adorata figlia, mentre invece era stato tenuto al Channing Museum senza autorizzazione.
Nelle sue indagini personali, Neal si reca davanti alla Grand Central Terminal, come segnato sulla mappa dell'etichetta. Guardandosi attorno, si accorge che uno dei pilastri di sospensione della struttura di un ponte di passaggio, ha una saldatura che ricorda chiaramente una X. Appesosi trova in un incavo una lettera apparentemente d'addio. Piegando la pagina e accostando alcune parole però si legge il vero messaggio: qui, venerdì a mezzogiorno. Il giorno dell'appuntamento Neal si presenta di nuovo davanti alla Grand Central e un telefono pubblico comincia a squillare. Quando risponde trova Kate e si accorge che la ragazza è solo a pochi metri da lui, sul ponte di fronte. Kate gli dice di non aver molto tempo. Gli dice anche di sapere chi è l'uomo con l'anello che la tiene prigioniera ma che non può dirlo a lui per non metterlo in pericolo. L'unica cosa che Neal può fare per aiutarla è dirgli dove tiene nascosta tutta la refurtiva che ha rubato nel tempo perché l'uomo con l'anello vuole recuperare un oggetto che lui ha rubato. Neal non le dice dove ha nascosto tutto, trovando in quell'informazione l'unica carta che ha da giocare.
- Guest star: Deanna Russo (Taryn Vandersant), Kim Shaw (Julianna Laszlo)
- Ascolti USA: telespettatori 4 560 000[14]
- Ascolti Italia: telespettatori 1 249 000 – share 6,84%[13]

## L'ultima partita
- Titolo originale: All In
- Diretto da: John T. Kretchmer
- Scritto da: Joe Henderson

### Trama
Mark Costa, agente sotto copertura, sparisce nel nulla. Costa si era infiltrato come trafficante di droga nell'organizzazione di Lao Shen, un riciclatore cinese di denaro sporco. Per poter scoprire che fine ha fatto l'agente, Burke chiede a Neal di infiltrarsi nell'organizzazione come cliente. Caffrey utilizza il suo alter ego, Nicholas Halden e prende contatto con il malavitoso nel modo che più lo stuzzica: affrontandolo nel suo gioco preferito, il Pai Gow. Shen infatti rimarrà a New York solo altre 72 ore e sfidarlo al gioco era l'unico modo per velocizzare l'operazione. Durante la partita il colloquio viene seguito via radio dalla squadra di Burke che ha installato una microspia nell'orologio di Neal. Ma qualcuno ha fatto una soffiata e la polizia fa irruzione. Shen sospetta che sia stato Halden a mandarli e scappa, ma Caffrey per non perdere la copertura, fugge sotto i colpi delle armi da fuoco con grande disappunto di Burke. Una volta in strada, viene raggiunto da Meilin Wan, collaboratrice di Shen che lo invita a casa sua e gli dice che Shen vuole incontrarlo ancora. Meilin gli fa togliere l'orologio e lo rompe, poi gli confida di essere un'agente dell'Interpol in incognito. Riferisce che i federali stanno ostacolando la sua operazione e che se Neal la aiuta, lei lo ricambierà con informazioni su Kate.
Neal non riferisce di questa conversazione a Peter e viene munito di un altro orologio. Con lui, si reca in un magazzino di Shen dove trovano il cadavere di Costa. Peter però sa di Mailin e dice a Neal che l'ha ingannato perché se Shao venisse arrestato in territorio americano, la polizia cinese non otterrebbe un finanziamento per la riuscita dell'operazione.
Caffrey affronta Meilin e lei gli spiega che il governo cinese ha bisogno di mettere le mani sul conto del criminale. Dà a Neal un conto corrente sul quale Shao dovrà versare i soldi che ripulirà per conto di Halden e durante la transazione, Caffrey si infila in tasca alcune tessere del domino che trova sul tavolo. Prima di andare sfida Shao ad un'altra partita e scommette del denaro oltre all'orologio che ha al polso. Bluffando perde tutto e dà al cinese il suo orologio, permettendo così all'FBI di seguire i suoi spostamenti.
Dopo la fine dell'operazione, Meilin telefona a Neal rivelandogli che l'uomo con l'anello è dell'FBI.
- Ascolti USA: telespettatori 4 400 000[15]
- Ascolti Italia: telespettatori 1 124 000 – share 6,99%[16]

## Diamante rosa
- Titolo originale: Free Fall
- Diretto da: Kevin Bray
- Scritto da: Jeff Eastin

### Trama
Caffrey viene incaricato di indagare sul furto di un grande diamante rosa da 42 carati, avvenuto in una boutique nel quale era esposto. Il ragazzo conclude che il diamante attualmente presente al collo di una modella è un falso. Intanto, al dipartimento arriva Garrett Fowler, agente del Dipartimento di Giustizia degli Stati Uniti. Fowler riferisce a Burke che sospetta di Caffrey per il furto del diamante. Burke gli dice che è impossibile, dato che la cavigliera di Neal non ha segnalato alcun allontanamento o manomissione, ma Fowler dice che sul tabulato del GPS risulta un buco di sei ore, tempo in cui è stato rubato il gioiello. Caffrey, riconosce la mano del ladro e fa un nome: Adrian Trulane. I due vanno ad interrogarlo e lui dice che il giorno del furto non era in città. Tornato al bureau, Burke chiede all'agente Jones di verificare una cosa per lui: gli dice di controllare se sui titoli falsificati che hanno fatto sì che Caffrey venisse arrestato la prima volta ci sono le sue iniziali come Neal gli aveva confidato durante la loro prima operazione. Effettivamente le iniziali sono presenti e Fowler riferisce che, ad un attento sguardo, anche la copia del diamante ha le iniziali NC in un angolo. Caffrey viene così arrestato anche se continua a dichiararsi non colpevole. Burke sembra credergli e gli dice di non dire una parola. Una volta in prigione Mozzie ha un colloquio con Neal, essendo il suo avvocato dato che ha preso una laurea on-line. Caffrey gli aveva chiesto di controllare ogni agente della sezione in cui lavora, dato che ormai non si fida di nessuno. Mozzie, richiede ogni incartamento sul suo cliente e appena il giudice gli concede tutto, dall'ufficio di Fowler vengono distrutti dei documenti che Mozzie recupera e porta in carcere a Neal. Gli riferisce anche che il giudice che ascolterà Neal ha un ufficio in centro e Neal ha un'idea. 
Il ragazzo chiede all'amico di acquistare per suo conto, con la vendita di alcuni suoi beni, un panificio. L'FBI non conosce l'ubicazione del panificio, dato che sarebbe contro la legge indagare sulle operazioni dell'avvocato di un prigioniero. 
Dice al giudice che vuole confessare ma che non lo farà in un'aula di tribunale. Allora il giudice gli concede udienza al suo ufficio dove non funziona l'aria condizionata (sabotata da Mozzie). Una volta aperta la finestra per il caldo, chiede a Caffrey di confessare e Neil confessa di non essere stato lui a rubare il diamante, ma che li aiuterà a trovare il vero ladro. Poi, dopo aver fatto l'occhiolino, si lancia dalla finestra del 4º piano e atterra sul tendone ristrutturato di fresco, di un panificio in nuova gestione (di Neal), proprio sotto la finestra del giudice. Burke assiste alla fuga e i due si guardano per un secondo. Ma non interviene e alla sera, tornato a casa, lo trova nascosto a casa sua. Caffrey gli confida ciò che ha scoperto e cioè che Fowler li tiene entrambi sotto controllo. Porge a Peter i documenti che in prigione è riuscito a mettere insieme e si scoprono essere intercettazioni telefoniche tra loro due. Neal confessa a Peter di credere che sia Fowler ad avere preso Kate ed è convinto che usi Burke per arrivare a lui. Intanto, una telecamera di sorveglianza in strada incastra Trulane per il furto del gioiello e Neal può finalmente tornare libero.
Durante un brindisi per il suo rientro, Caffrey riceve una telefonata di Kate al bureau e la ragazza gli dice che l'uomo con l'anello è molto vicino a lui. Neal gli dice di aver capito chi è e si precipita ad interrompere un'operazione di Fowler in una camera d'albergo, convinto di trovarvi Kate. Ma gli agenti stanno invece facendo un'indagine e Neal resta con un pugno di mosche in mano. Intanto, Kate rientra nella sua camera d'albergo e ad attenderla c'è l'uomo con l'anello: Peter Burke.
- Ascolti USA: telespettatori 5 550 000[17]
- Ascolti Italia: telespettatori 1 124 000 – share 6,99%[16]

## Asso pigliatutto
- Titolo originale: Hard Sell
- Diretto da: John T. Kretchmer
- Scritto da: Jim Campolongo

### Trama
Neal si infiltra in una società di mediatori di Wall Street. Dopo essere risultato un ottimo venditore riesce ad avere contatti con Avery Phillips, il giovane e pericoloso capo dell'organizzazione. Una sera Neal si trova a casa di Peter e guardando delle foto appese alle pareti nota che Peter indossa lo stesso anello dell'uomo che tiene prigioniera Kate. Da quel momento non si fiderà più di lui.

L'operazione per incastrare Phillips prosegue e anche Peter si infiltra, stavolta come capo di un'azienda farmaceutica che deve vendere azioni. I due si incontrano, facendo finta di non conoscersi, ad una festa organizzata a casa di Phillips. Ma Neal tratta Peter con sarcasmo e in maniera aggressiva e gli confessa, in un momento in cui sono soli, di sapere che è lui ad avere Kate. Peter nega e il giorno dopo, a casa di Burke, anche Elizabeth lo convince che si sta sbagliando. Peter gli mostra l'anello e gli spiega che si tratta di una spilla premio per gli agenti dell'FBI che hanno trascorso dieci anni nel bureau e che molti, compreso lui, fanno montare su un anello.

L'operazione per arrestare Avery Phillips termina con successo e Peter confessa a Neal di aver avuto un incontro con Kate. Spiega che la notte in cui Mozzie gli ha dato la foto del bancomat anche lui ne ha ricevuta una copia. Riconoscendo l'anello si è messo ad indagare arrivando a sospettare di Fowler prima di lui. Ma Fowler, per questo suo interessamento, ha cominciato a tenerlo sotto controllo. Poi racconta a Neal cosa si sono detti lui e Kate e dice di sapere qual è l'oggetto che la ragazza vuole che rubi. Si tratta di un carillon appartenuto a Caterina la Grande. Peter chiede a Neal se sa qualcosa in proposito e lui gli dice di sapere dove si trova. Inoltre gli riferisce anche che Kate potrebbe non stare dalla sua parte e che alla domanda se avesse mai amato Neal lei non ha risposto. Neal, che non crede che Kate possa fare il doppio gioco, spiega a Peter che il carillon non ha un valore così alto e che quindi deve esserci qualcosa di molto prezioso all'interno.
Mozzie raggiunge Neal nel suo appartamento e gli chiede di fargli vedere il carillon. Neal confessa di non averlo mai rubato, mentre sono stati gli altri ad intendere che ce l'avesse lui. Decide quindi di scoprire dove si trova e di rubarlo per davvero.
- Guest star: Jonathan Tucker (Avery Phillips)
- Ascolti USA: telespettatori 4 700 000[18]
- Ascolti Italia: telespettatori 1 295 000 – share 8,83%[19]

## Un giudice corrotto
- Titolo originale: Bad Judgment
- Diretto da: John T. Kretchmer
- Scritto da: Jeff Eastin

### Trama
David Sullivan si reca all'FBI perché vittima di una frode ipotecaria, ma secondo la banca e le firme notarili, risulta tutto a posto. Varie altre frodi però sono state segnalate e indirizzate tutte all'ufficio dello stesso giudice federale, tale Michelle Clark. Burke però nota che il detective Herrera, incaricato qualche anno prima di seguire proprio quell'indagine, si è ritirato in pensione a soli trentacinque anni. Decide di contattarlo e gli chiede se sa nulla in proposito. Lui dice di non sapere nulla e lascia sul tavolo della caffetteria delle monete e qualche banconota. Neal capisce che la cifra è un indizio che Herrera ha lasciato per loro. Il numero è proprio la matricola di Clarke e Caffrey e Burke cominciano ad indagare. Scoprono così che Clarke prende mazzette sui casi che segue e il suo nome, stranamente, compare anche sulle varie firme dei mandati che autorizzano Fowler a perquisire o a mettere sotto controllo Caffrey. I due quindi capiscono che Fowler e Clarke coprono a vicenda le loro magagne, dandosi una mano l'un l'altra.
 A casa di Burke, Elizabeth invita anche Caffrey per un consiglio sul paté de foie gras e nella degustazione, racconta che nel pomeriggio un tecnico tv ha installato il satellitare che risultava saltato. Ad un controllo, Peter trova di nuovo una microspia in casa sua, proprio nel nuovo decoder. Caffrey allora manda Mozzie e la sua attrezzatura sofisticata per rilevare altre cimici. Burke comincia a controllare ogni atto di pignoramento sospetto e ognuno di loro porta la firma del giudice Clarke. Si fa quindi ricevere nel suo ufficio, informandola che i nove casi sospetti la vedono colpevole e lei gli propone una mazzetta per il suo silenzio. Burke non accetta ma non rifiuta nemmeno, credendo che tenendola sulle spine possa mandare avanti l'indagine. Il giudice però ha filmato tutto e avverte Fowler di avere Burke in pugno. Hughes raggiunge Peter a casa sua e gli dice che il nastro in cui non rifiuta la corruzione, verrà visionato l'indomani e che rischia l'espulsione dall'FBI.

Neal, intanto, riceve per posta una cartolina, sulla quale l'unico testo scritto è una mossa sulla scacchiera: apertura di nero. Neal esegue la mossa e lascia la partita in sospeso, in attesa di altri indizi in proposito.

Elizabeth si reca da lui e gli dice che Peter e nei guai. Con l'aiuto di Mozzie, Neal entra nell'ufficio del giudice e smagnetizza il nastro senza rubarlo, per far in modo che Fowler non sospetti il suo intervento.
L'indomani, Fowler è in fermento per aver finalmente messo un freno a Burke, ma quando fa partire il registratore non si vede nulla. Burke però per incastrare il giudice Clark, ha bisogno di arrestarla con il denaro delle truffe. Al corrente di un suo spostamento con il denaro, chiama Neal sapendo che Fowler li sta intercettando e i due discutono sulla mazzetta da prendere e si danno appuntamento davanti all'ufficio del giudice. Fowler li segue e quando vede il giudice con la borsa di pelle, capisce che era una trappola. Infatti, da alcune auto, Burke e i suoi agenti arrestano la donna e Fowler non può dire nulla per difenderla. Peter gli dice che ha perso il suo cagnolino.
Risolto il caso Neal chiede a Peter se ha avuto altre informazioni da Kate e lui riferisce di aver ricevuto un messaggio che diceva solo va da Robert. Neal capisce che si tratta di Robert Mureau, padre ormai defunto di Kate. Con Peter e Mozzie si reca sulla tomba dell'uomo e tra un mazzo di fiori trova un origami giallo raffigurante un giglio. Dice a Peter però di non aver trovato nulla, anche se invece quell'origami significa che Kate gli sta indicando di avvalersi dell'aiuto di qualcuno per rubare il carillon.
- Guest star: Erik Palladino (Herrera)
- Ascolti USA: telespettatori 4 300 000[20]
- Ascolti Italia: telespettatori 1 295 000 – share 8,83%[19]

## Segni di vita
- Titolo originale: Vital Signs
- Diretto da: Dennie Gordon
- Scritto da: Joan Binder Weiss

### Trama
Mentre June e Neal si stanno godendo una giornata a Central Park, gli confida che la nipotina Samantha, malata ai reni, è stata tolta dalla lista dei trapianti. Neal, senza pensarci due volte, decide di aiutarla.
June allora gli confida che un'organizzazione privata si è proposta di intervenire nel trovare un donatore a patto che un'offerta sia versata sui loro conti. Neal si presenta così a casa di Peter mentre sta facendo colazione con la moglie e, oltre a informarlo su questo nuovo caso, si appropria di una stella da sceriffo in regalo nei cereali. Burke decide di indagare e scopre che l'azienda Cuori aperti fa tutto legalmente, almeno così sembra.

June invita la responsabile dell'organizzazione a casa per un colloquio. Melissa Cartwright si presenta e Neal chiede a Mozzie di introdursi nella sua auto per dare un'occhiata ai documenti della donna. Mozzie rifiuta e Caffrey è costretto ad intervenire. Viene così a conoscenza di un torneo di tennis nel quale è possibile agganciare l'indagine. Intanto Burke nota che tutti i partecipanti all'evento fanno parte della Doctoral Global Initiative, un'associazione di medici che si occupa di aiutare le persone nel terzo mondo. I due si infiltrano alla festa e Neal, spacciandosi per un medico, cerca di far colpo su Melissa dato che non ha l'invito. La donna lo tratta con indifferenza, ma con grande sorpresa di Caffrey, sposta la sua attenzione su Peter. Melissa fa entrare gli uomini all'evento e Neal aggancia il dottor Powell, uno dei maggiori sospettati. Neal dice al medico di lavorare per la DGI e Powell gli racconta di un suo paziente che ha bisogno di un rene e che la compatibilità l'ha trovata solo in alcuni abitanti dell'India. Caffrey gli dice che si reca spesso in quei luoghi e che lo avvertirà nel caso sappia di qualche donatore disponibile. Peter, flirtando con Melissa, riesce a farsi dare informazioni ulteriori che però non potrà approfondire dato che ha bisogno di un mandato per entrare nella clinica.
 L'organizzazione intanto, rifiuta di aiutare la nipotina di June adducendo come scusa la gravità di altri pazienti prima di lei. Mozzie rivela a Neil i suoi sospetti sul gioco poco pulito dell'organizzazione. Neal decide quindi di infiltrarsi per trovare la lista di persone che usufruiscono della precedenza e, spacciandosi per medico, costringe Mozzie a spacciarsi per un paziente insano di mente. I due si intrufolano nell'ufficio del dottor Powell e Neil trova un elenco di nomi di gente facoltosa. Decide di spedirla a Peter ma viene visto dalle telecamere e bloccato. Il fax arriva parziale. Neal viene quindi trattenuto, legato su una barella e drogato. Burke riceve il segnale della cavigliera che ha superato i limiti: gli indica l'indirizzo dell'organizzazione. Peter decide di utilizzare il suo ascendente su Melissa per entrare alla clinica e trova Neal che, già liberatosi dalle manette, canta Le nozze di Figaro ad alta voce. Lo aiuta a scappare con difficoltà, dato che Neal è sotto l'effetto di una potente droga. Ma nel tragitto, Caffrey si lascia andare ad una sincera confessione, dicendogli che anche se finirà in prigione per quell'irruzione, considererà per sempre Peter come l'unica persona della quale si sia mai fidato. Peter, commosso, decide di rubare il nastro della sorveglianza per non farlo arrestare.

Intanto, si scopre che il malato che il dottor Powell indicava come spacciato era proprio lui e che l'organizzazione Cuori aperti è stata una sua idea per racimolare il denaro che gli servirà per comprarsi un rene. Per arrestarlo però, hanno bisogno che i soldi siano rintracciabili. Decidono quindi di spaventarlo per farlo venire allo scoperto, inducendogli i sintomi che gli suggeriscono un blocco renale. Poi, Neal gli telefona facendo finta di trovarsi in India e gli comunica di aver trovato il donatore. L'uomo si precipita all'aeroporto e nel tragitto prende dei sonniferi. Si sveglia in una fatiscente camera d'ospedale con un'infermiera indiana molto scortese. Neal, vestito da medico, gli comunica che ha avuto un blocco sull'aereo e che per non farlo morire, hanno dovuto asportargli il rene malato e attaccarlo alla macchina della dialisi. Quindi, gli chiede il denaro per il rene e lui gli dà il numero del conto. Neal esce dalla stanza e spegne la macchina della dialisi, suscitando in Powell il terrore. Presto però si accorge che i tubi che portano il sangue al suo corpo non hanno aghi e che la stanza in cui si trova è stata allestita a casa sua. Una volta uscito in strada, viene arrestato da Peter che gli mostra il tesserino dell'FBI, mentre Caffrey sfoggia orgoglioso la sua stella da sceriffo.

Grazie all'indagine, la commissione per i trapianti rivede le pratiche e ricolloca la nipotina di June sulla lista.
- Ascolti USA: telespettatori 2 890 000[21]
- Ascolti Italia: telespettatori 1 336 000 – share 6,85%[22]

## Una escort intraprendente
- Titolo originale: Home Invasion
- Diretto da: Ken Girotti
- Scritto da: Channing Powell

### Trama
Neal si reca al Rockefeller Center con l'origami raffigurante un giglio trovato sulla tomba del padre di Kate. Sta osservando una ragazza che pare puntare delle ignare vittime. Caffrey avvicina l'obiettivo che lei ha deciso di scegliere e, prima di lei, sfila il portafoglio all'uomo scambiandolo con il suo. La ragazza a sua volta, sfila dalla tasca il portafoglio di Caffrey e vi trova infilato dentro l'origami. Si scopre essere Alex Hunter, abile truffatrice e borseggiatrice vecchia conoscenza di Neal. I due hanno così una conversazione in cui lui le chiede informazioni sul carillon che già qualche anno prima, avevano tentato di rubare assieme. Lei gli dice di non sapere nulla, ma Caffrey la smentisce dato che dalla sua borsa le aveva precedentemente sfilato un piccolo pezzo del carillon che Alex conserva gelosamente. Ammette così di interessarsene ancora, ma di non sapere dove si trova. Avvertirà Neal non appena avrà qualche altra informazione.

Intanto, Burke entra in casa di un noto agente di borsa che è appena stato assassinato. Nella sua casa, trovano una ragazza sotto shock che riferisce di aver visto l'assassino fuggire. La donna dice di chiamarsi Pierce Spelman e viene successivamente accompagnata in ospedale.
Contemporaneamente, Peter è costretto a cercarsi una sistemazione per due notti dato che a casa sua ci sono dei lavori e hanno anche tolto la corrente. Elizabeth va da sua sorella. Peter prova ad alloggiare al motel dove aveva messo Caffrey, ma poi cede all'invito di Neal e si presenta a casa sua senza preavviso. Vi trova Alex che stava rivelando a Neal dove si trova il carillon, ma appena entra l'agente va via lasciando un messaggio in codice su un gioco da tavolo e Peter intuisce che i due hanno in mente qualcosa. Durante la permanenza nella dépendance, Peter scopre che Neal è alla ricerca del carillon e indaga su Alexa.
Peter chiama Neal per aiutarlo nelle indagini e lui dice all'agente che il documento della ragazza trovata sul luogo del delitto è falso e che quindi non è una testimone, ma è l'assassina. Peter chiama l'ospedale, ma oramai la donna è fuggita. L'assassina lascia dietro di sé una lista con un codice e Caffrey lo decripta. Si tratta di un elenco di possibili altre vittime. Tra i nomi, vi è quello di Dan Picah, eccentrico multimilionario in possesso di molte opere d'arte. Burke chiede a Picah un aiuto e si fa aiutare da Caffrey come consulente. L'uomo, rimane affascinato dal modo di gesticolare col cappello di Neal e cerca di entrarne goffamente nelle grazie. Inoltre, aiuta l'FBI a capire cosa cercasse Pierce Spelman a casa della vittima: un elefante di giada, facente parte di una collezione di cinque pezzi, trafugate al governo cinese. Picah ne possiede un altro e utilizzano la coppia per agganciare la donna. Neal fa da esca e chiede di incontrarla per raggruppare i cinque pezzi e venderli insieme. Durante il loro incontro in un pub, Alex irrompe e chiede spiegazioni sul fatto che l'FBI ha indagato su di lei, così Pierce capisce che è una trappola e fugge. Peter non riesce a fermarla in tempo e Neal lo incolpa per aver fatto saltare il piano. Appena Caffrey torna a casa trova Pierce nella dépendance e lo minaccia di restituirgli i due pezzi che le mancano. Sotto tiro, costringe Caffrey a togliersi la cavigliera e lui, tagliandola e senza essere notato, manda un messaggio in codice Morse a Peter: corrente. Burke capisce che i due si trovano a casa sua e, facendo irruzione, arresta la donna e salva Neal. Alex scopre che Neal lavora per l'FBI e non vuole più collaborare con Caffrey nella ricerca del carillon, ma stuzzica Neal dicendogli che sa dove si trova. Gli comunica però, che finché collaborerà con l'FBI, non glielo dirà.
- Ascolti USA: telespettatori 3 830 000[23]
- Ascolti Italia: telespettatori 1 279 000 – share 9,61%[22]

## La bottiglia di Franklin
- Titolo originale: Bottlenecked
- Diretto da: Phil Abraham
- Scritto da: Jeff Eastin

### Trama
Neal trova nella posta un'altra cartolina con una mossa degli scacchi. La esegue e si rende conto di conoscere il suo avversario. Si tratta di Matthew Keller, suo acerrimo nemico e altro abile falsario. Curioso, comincia ad indagare per i fatti suoi e scopre che ci sono stati vari furti al Museo di Storia Naturale di New York. Tra gli oggetti rubati vi sono antichi tappi di sughero, stecche di ceralacca del XVIII secolo e campioni di terra dello stesso periodo. Burke trova strano il suo interessamento e gli chiede spiegazioni, dato che l'FBI è sulle tracce di Keller da molto tempo. Caffrey allora confessa all'agente di conoscerlo molto bene. Lo definisce la versione cattiva di Caffrey e dice anche di sapere perché Keller ha ingaggiato un uomo per rubare tutte quelle cose. Infatti i due, che sono sempre stati in competizione, hanno fatto una scommessa parecchi anni prima: vedere chi fosse stato in grado di contraffare una bottiglia di Château Du Munn, vino che l'imperatrice Maria Antonietta regalò a Benjamin Franklin per capire finalmente chi dei due fosse il miglior falsario del mondo. Burke decide di interrogare l'autore del furto insieme a Caffrey, ma l'uomo viene investito e ucciso davanti ai loro occhi. Si scopre che Keller deve parecchi soldi a dei mafiosi russi e quindi usa la bottiglia per poterla vendere all'asta.
Peter incontra il curatore di Weatherby's, casa d'aste che si occuperà della vendita della bottiglia e informa Burke che non sa chi è il venditore. Gli fornisce però il nome della sua intermediaria, Grace Quinn. Caffrey incontra la donna con la scusa che ha un cliente interessato all'acquisto di vino pregiato e Quinn lo porta a visitare la cantina. Neal vede su un tavolo un libro con un'altra cartolina simile a quelle che riceve lui e la prende trovandovi l'orario di un appuntamento. Quando raggiunge il posto, incontra finalmente Matthew Keller che lo stuzzica ricordandogli una sua relazione con Kate e poi gli dà un'antica bottiglia vuota, dicendogli che ha dieci giorni per fare la sua copia. Neal accetta la sfida e intanto, spiega a Peter che la bottiglia non può essere contraffatta perché anche se superasse alcuni esami per garantirne l'autenticità, come il carbonio sul tappo o l'esame molecolare della ceralacca, il vino contenuto all'interno verrebbe trattato con l'esame del cesio, un esame che detiene l'antichità di un vino senza aprirne la bottiglia. In questo modo, entrambe le bottiglie risulteranno false e quindi potranno bloccare i piani di Keller.

Mozzie si occupa di realizzare il falso e la bottiglia viene così paragonata a quella conservata alla casa d'aste. All'esame del cesio, solo quella di Neal risulta falsa e quindi i due capiscono che la bottiglia di Keller era invece autentica e che ha usato Caffrey per avere la documentazione della sua autenticità, facendone aumentare il prezzo. Caffrey non si arrende e quando il vino viene battuto all'asta, fa l'ultima offerta di un milione di dollari, diventandone il proprietario. Keller, convinto di aver conseguito un successo, decide di fuggire con il capo della mafia russa, ma Neal lo intercetta e gli dice che il milione di dollari non lo avrà mai perché è lui l'acquirente. Keller si arrende e viene arrestato per l'omicidio del ladro che aveva ingaggiato.

Mozzie informa Neal che c'è parecchia gente che comincia a interessarsi al carillon e gli dice anche che dovrebbe rivedere la partecipazione di Alex. Neal gli confida che la ragazza non l'aiuterà mai, ma Mozzie gli dice che invece, per convincerla, dovrebbe farle un'offerta.
- Ascolti USA: telespettatori 3 570 000[24]
- Ascolti Italia: media telespettatori 1 186 000 – share 5,73%[25]

## Il passato ritorna
- Titolo originale: Front Man
- Diretto da: Michael Smith
- Scritto da: Rashad Raisani

### Trama
Neal prova a tracciare gli ultimi posti dove potrebbe trovarsi il carillon. Manda un messaggio ad Alex chiedendole un incontro e lei si presenta. Gli spiega però che continuerà a non aiutarlo finché avrà la cavigliera GPS. Caffrey le fa un'offerta: gli offre la sua abilità di ladro per rubarlo e le promette di darglielo, dopo averlo usato lui per primo. Alex, titubante, lo lascia in sospeso.

Alla White Collar si presenta Kimberly Rice, agente esperta di rapimenti e chiede al dipartimento se può usufruire dell'aiuto di Caffrey per trovare una ragazza rapita. Infatti, la ragazza è la figlia dell'uomo che Neal ha truffato tempo prima. Ma il collegamento che la Rice ha fatto non è tanto quello, quanto che il sospettato rapitore è Ryan Wilkes, un criminale molto violento con il quale Caffrey aveva collaborato molto tempo prima. Neal infatti, è colpevole di averlo imbrogliato e di avergli rubato dei soldi, perché durante l'operazione in cui erano entrambi coinvolti Wilkes voleva usare armi da fuoco e lui è contrario a quel tipo di violenza. La White Collar affida Caffrey all'agente Rice e Burke rimane interdetto.

Caffrey collabora con la donna, ma lei blocca la sua intraprendenza, cosa che invece Peter gli permette di fare. Lo spedisce in auto ad aspettare durante un interrogatorio e Peter, frustrato perché non può controllarlo, lo raggiunge. Insieme trovano un indizio e poi lo lascia di nuovo in custodia alla Rice. Si viene a scoprire che Wilkes è molto in collera con Caffrey e che probabilmente, lo vuole morto. La Rice chiede a Neal di intrufolarsi nella banda di Wilkes e per farlo, gli toglie la cavigliera facendo innervosire ulteriormente Burke.

All'FBI intanto, si presenta il padre della ragazza rapita e confida a Burke che la richiesta di riscatto per la figlia è proprio Caffrey. Burke non fa in tempo ad avvertire Neal e quest'ultimo viene rapito da Wilkes. Peter, imbestialito, accusa la Rice di aver usato Caffrey per i suoi scopi. La donna in effetti sapeva e ha taciuto, quindi le viene tolto il caso: dovrà rispondere a Burke per il futuro.

Neal viene costretto da Wilkes a procurarsi un itinerario di un uomo, Thomas Loze che sta per arrivare a New York. Gli vengono dati due minuti per trovare le informazioni all'agenzia di viaggi che l'uomo ha usato e, per ringraziare la dipendente, le dà l'e-mail di un amico interessato ai viaggi in offerta: un certo Dante Haversham.

Ottenute le informazioni, Wilkes lo porta nel nascondiglio dove tiene la ragazza e i due si incontrano. Neal la rassicura dicendogli che il miglior agente dell'FBI è sulle loro tracce. Al bureau arriva un video della ragazza e Burke, tramite la struttura alle sue spalle, intuisce dove può trovarsi. Inoltre, Burke viene avvertito da Mozzie che Neal ha tentato di mettersi in contatto con lui, dato che Dante Haversham è lo pseudonimo che usano per comunicare in caso di pericolo.

Intanto, Wilkes costringe Caffrey al secondo round della sua missione: andare all'aeroporto ad aspettare l'uomo che sta aspettando e rubargli la valigetta. Caffrey si traveste così da autista e nel tragitto all'aeroporto riesce a parlare con Burke e Mozzie. Neal dice a Mozzie che dovrà aiutarlo a rubare la valigetta, dato che a portarla è in realtà Edward Reilly che usa come pseudonimo Thomas Loze. Mozzie ricorda a Caffrey che Reilly è un uomo pericoloso e che se lo rapinano sarebbe capace di ucciderli anche dopo molto tempo. Escogitano quindi di farsi passare per guardie dell'immigrazione doganale e gli sequestrano la valigia. Il criminale li corrompe e loro cedono. Felice di essere scampato all'arresto, va via lasciando la refurtiva. Si tratta di centinaia di carte di credito oro ricaricabili. Neal va all'incontro con Wilkes, ma invece di consegnargli le carte gli dice che ha messo contro di lui i suoi stessi uomini, per dare tempo a Burke di trovarlo. Nel momento in cui Wilkes sta per sparargli, l'FBI lo arresta e la ragazza viene liberata. In un attimo di distrazione degli agenti, Neal si allontana e torna a casa. Fa vedere ad Alex che non fa più parte dell'FBI, dato che non ha la cavigliera e la donna gli rivela il posto dove è nascosto il carillon. Inoltre, insiste per partecipare al furto.

La sera, Caffrey torna al bureau dicendo di essersi accorto a casa che non aveva la cavigliera e Burke gli dice che sa perfettamente del suo incontro con Alex e del fatto che i due stanno organizzando il furto del carillon. Neal non smentisce e Peter gli ricorda che se dovesse farlo, lui lo arresterà di nuovo. Gli ricorda anche che fino a quel momento ha sempre fatto bene il suo lavoro e che potrebbe continuare a fare del bene, restando con lui in onestà. Neal riflette sulle sue parole.
- Guest star: Diane Neal (Kimberly Rice), Charles Malik Whitfield (Ryan Wilkes)
- Ascolti USA: telespettatori 3 480 000[26]
- Ascolti Italia: media telespettatori 1 186 000 – share 7,84%[25]

## Rapina al consolato
- Titolo originale: Out of the Box
- Diretto da: Kevin Bray
- Scritto da: Jeff Eastin

### Trama
Alex decide di aiutare Neal a trovare il carillon, rivelandogli che si trova al consolato italiano di New York. Ma la ragazza gli ripete che se non troverà il modo per togliersi nuovamente la cavigliera, non lo aiuterà a rubarlo. Neal rintraccia Garrett Fowler e gli dice che ha bisogno che il segnale del suo GPS sia interrotto, se vuole avere il carillon che cerca. Fowler lo accontenta. Credendo di agire senza che Peter sappia nulla, i ragazzi si organizzano con l'aiuto di Mozzie. Intanto Burke, che insospettito dal comportamento di Caffrey lo segue, lo vede parlare con Fowler e cerca in tutti i modi di ostacolare l'agente. Fowler, per toglierselo dai piedi, perquisisce l'attività di Elizabeth, suscitando in Peter una forte reazione. Elizabeth viene accusata di aggressione (in realtà gli posa solo una mano sul petto), e Fowler tenta di arrestarla, ma Burke reagisce dando un pugno in faccia all'agente. Fowler è riuscito con la sua provocazione a sospenderlo e gli ritira pistola e distintivo. Peter, ormai divenuto un civile a causa della sospensione, affronta Neal e gli chiede di non procedere nel furto, per non rovinarsi la vita. Ma poi riflette e, dato che capisce l'amore che Neal prova nei confronti di Kate, decide di non insistere più di tanto.
Caffrey e Alex preparano così il piano per entrare al consolato. Alex si avvale della compagnia di un duca per entrare ad un ricevimento ufficiale, mentre Caffrey ottiene l'invito per aver donato al console una statua di Vulcano dell'artista italiano del XVI secolo Chiarissimo Fancelli scolpita da lui. Il console decide di mettere la scultura proprio nell'ufficio in cui è situata la cassaforte che contiene il carillon, dato che Fancelli è il suo scultore preferito.

Durante il ricevimento, Neal fa un brindisi dicendo alla piccola folla di invitati che lui è un ladro e che è presente alla festa per rubare qualcosa. I carabinieri lo prendono e lo chiudono in una stanza in attesa di farlo arrestare. Ma Mozzie, che si era infiltrato come cameriere, lo libera e Neal entra nell'ufficio del console, distrugge la statua nel quale aveva nascosto gli attrezzi da scassinatore e apre la cassaforte trovando finalmente il carillon. Nella fuga, lo lascia in custodia ad Alex che scappa lasciandolo da solo. Per un pelo, anche Neal e Mozzie riescono a scappare e, una volta tornato al suo appartamento, crede che Alex sia fuggita con il prezioso carillon. Con sua grande sorpresa, Alex si reca da lui e gli consegna la refurtiva dicendogli di tornare da lei, nel caso con Kate fosse tutto finito.
Caffrey porta il carillon a Fowler e viene così a conoscenza del fatto che il governo lo ha ingaggiato per recuperarlo. L'operazione si chiama Mentore e doveva avvalersi dell'aiuto di Caffrey per venirne in possesso e restituirgli così la sua donna. In cambio, Caffrey ottiene una nuova identità e la possibilità di riunirsi a Kate per poter fuggire lontano e cominciare una nuova vita con lei. Peter viene a sapere tutto, grazie all'aiuto di Diana Berrigan che indaga per conto suo, dato che non ha più il distintivo. Quando Fowler confessa a Burke dove sta andando Neal, lo raggiunge chiedendogli di non partire. Cerca di convincerlo dicendogli che ormai la sua vita è restare all'FBI come consulente e che ci sono parecchie persone che sentirebbero la sua mancanza. Caffrey sembra cedere, ma mentre discute con Peter nell'hangar, l'aereo privato in cui si trovava Kate esplode alle sue spalle, uccidendo la ragazza. Peter fa in tempo a fermare Neal che, disperato, vuole raggiungere il disastro per salvarla, anche se è troppo tardi.
- Guest star: Edoardo Ballerini (Tomassi)
- Ascolti USA: telespettatori 4 040 000[27]
- Ascolti Italia: media telespettatori 1 186 000 – share 12,72%[25]